# Hellenic Petroleum
Hellenic Petroleum (gr. Ελληνικά Πετρέλαια) – greckie przedsiębiorstwo przemysłowe działające w branży energetycznej i paliwowej.
Poprzednikiem spółki było państwowe przedsiębiorstwo DEP (Δημόσια Επιχείρηση Πετρελαίου), dysponujące m.in. rafinerią w Aspropirgos, uruchomioną w 1958 roku. W 1975 roku państwo greckie przejęło pełną kontrolę nad przemysłem naftowym, w tym rafinacją, dystrybucją i handlem produktami naftowymi. W późniejszym czasie państwo przejęło też aktywa należące do firmy Esso, w tym rafinerię w Salonikach, zmieniając ich markę na EKO.   
Spółka Hellenium Petroleum powstała w 1998 roku, poprzez połączenie spółek zależnych grupy DEP, akcje nowej spółki zostały wprowadzone na Giełdę Papierów Wartościowych w Atenach (indeks FTSE ATHEX 20).
Przedsiębiorstwo dysponuje trzema rafineriami w Grecji (w Aspropirgos, Salonikach i Eleusis) i jedną w Skopje w Macedonii Półnicnej.   
Do grupy Hellenic Petroleum należą też spółki zależne działające w krajach bałkańskich m.in.:

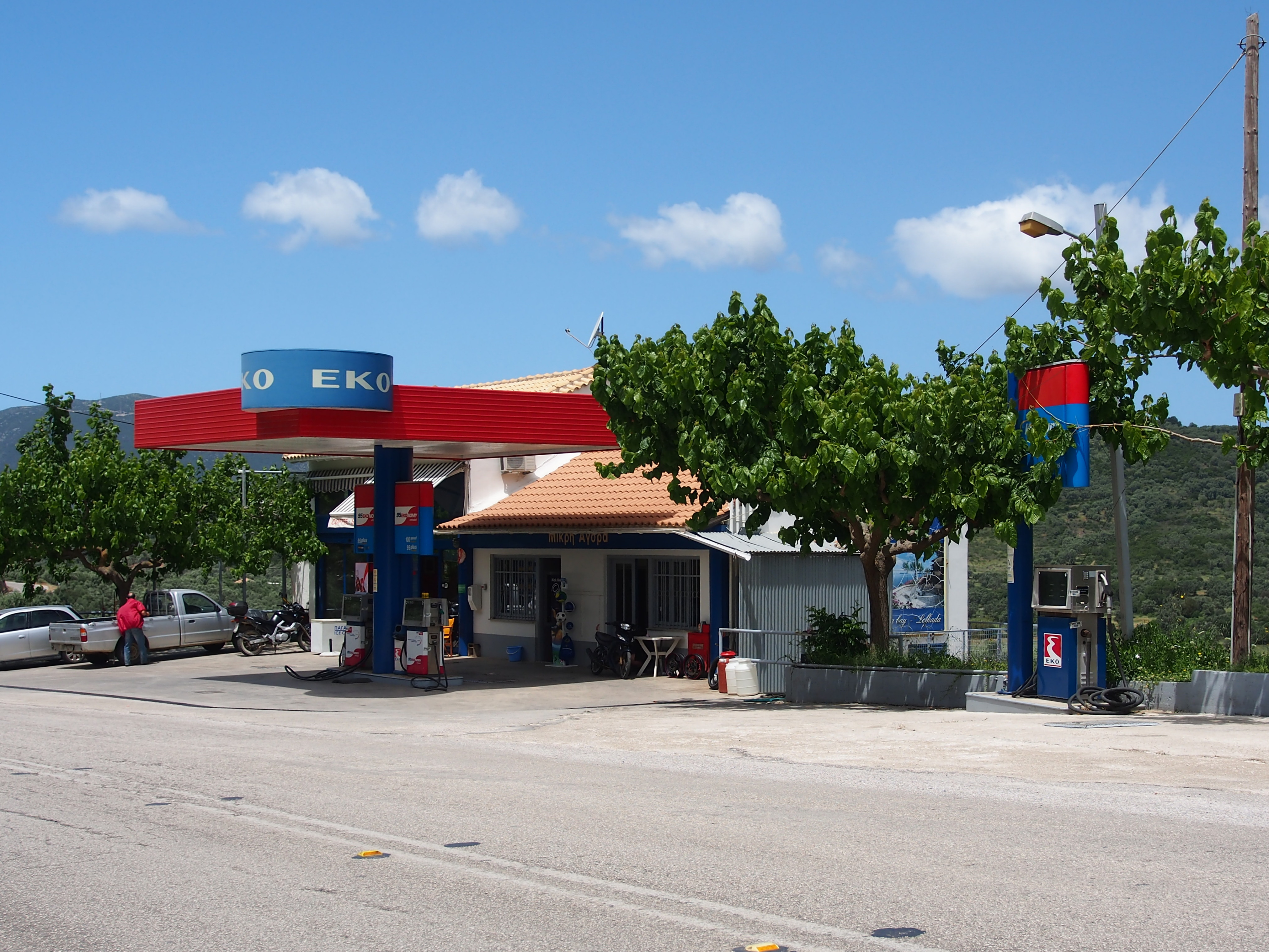
Stacja paliw EKO na Leukadzie

- Jugopetrol (Czarnogóra)
- EKO Bułgaria
- EKO Serbia
- Stacja paliw EKO na LeukadzieOKTA (Macedonia Północna)